# ニュルンベルク - ドナウヴェルト線
ニュルンベルク - ドナウヴェルト線 (ニュルンベルク - ドナウヴェルトせん、ドイツ語: Bahnstrecke Nürnberg–Donauwörth) は中部フランケン中心地であるニュルンベルクとシュヴァーベン地域にあるドナウヴェルトを結ぶ、電化された幹線鉄道である。この路線の原型はルートヴィヒ南北鉄道の中部であり、ニュルンベルク-インゴルシュタット-ミュンヘン高速線の開業以後にも長距離列車の輸送部門で重大な意味をもつ。ニュルンベルク - インゴルシュタット新線で通行不可の場合、この路線は迂回線の役割を果たす。ニュルンベルク - ロート区間にはSバーン緩行線はこの路線と平行に続いて行く。

## 沿線概況
列車はニュルンベルク中央駅から出発して、シュタインビュール駅の側面までクライルスハイム、バンベルク、ヴュルツブルク向きの線路と一緒に走る。この路線は三つの線路とフランケン市内高速道路（アウトバーン73号）の上を横切って、長い左向きの曲線で続く。列車はザントロイト町、シュヴァイナウ町、ヴェルデーラウ町を経て環状線の下を通過し、アイバッハ駅とレイヒェルスドルフ駅間の立体交差線路に至る。この立体交差線路は環状線の両方向の線路を交差点なしにアウクスブルク方面の線路と接続させ、ニュルンベルク港向きの線路を連結するように機能する。ニュルンベルク中央駅 - ニュルンベルク・ライヒェルスドルフ駅区間はドイツでは少ない左側通行区間である。一方Sバーン緩行線はその立体交差線路の前に本線の上を越え、左側で本線と並んで続くことになる。
列車はレドニッツ川の橋を渡ってニュルンベルクのカツヴァング区域を通過しシュヴァーバッハ市に入る。この路線はシュヴァーバッハ駅から左側に曲がり、レドニッツヘムバッハ駅からレドニッツ川に沿ってロート駅に続く。ロート駅でSバーン緩行線は終わり、グレドゥル鉄道とも呼ばれるロート - グレーディング線が分岐する。
この路線はロート駅からゲオルゲングミュント駅までレドニッツ川と並んで、そこからシュヴァーベンレーツァート川を沿ってプラインフェルト駅に至る。ゲオルゲングミュント駅に1997年までシュパルト駅向きの支線が分岐し、プラインフェルト駅にはルートヴィヒ南北鉄道の一部のグンツェンハウゼン - プラインフェルト線がこの路線から別れる。列車は続いてバロック都市のエリンゲンとローマ時代の集落 (Siedlung) から由来したヴェイッセンブルクを通過する。この路線はアルトミュール川を横切り、トロイヒトリンゲン - ヴュルツブルク線の合流の後で接続駅（Eisenbahnknoten）のトロイヒトリンゲン駅に至る。
ミュンヘン - トロイヒトリンゲン線がこの路線から分岐し、列車はフランケン・アルプを経てドナウヴェルトに向かう。トロイヒトリンゲン - ドナウヴェルト区間には過去にいくつかの停車場があったが、オティング＝ヴァイルハイム駅を例外にして廃止された。旧フュンフシュテテン駅では現在予備線路が稀に使用されて、そこからモンハイム方面の線路が分岐した。旧ミュンドリング駅は追越線用の側線しかいない。列車はヴェルニッツ川を渡ると、ノェルドリング方面のリース線とウルム方面のドナウ谷線の分岐点を過ぎドナウヴェルト駅に至る。

## 歴史

### バイエルン王立鉄道時代
1835年頃アウクスブルクの商人達はアウクスブルク - ニュルンベルク間の鉄道をドナウヴェルト、トロイヒトリンゲンの経由で建設・運営するために株式会社を設立した。しかしルートヴィヒ1世は数年後国有鉄道による鉄道建設を宣言し、株式会社の役人はドナウヴェルトートロイヒトリンゲンの区間にはフランケン・アルプがあるため鉄道の建設・運営は不可能だという現実を考慮せねばならなかった。それで株式会社は1841年解散された。
バイエルン政府はルートヴィヒ南北鉄道の経路をネルトリンガー・リースへ迂回させ、フランケン・アルプの問題を避けた。バイエルン王国議会は1843年8月25日南北鉄道建設を議決した。1849年4月1日ニュルンベルク - シュヴァーバッハ区間は、同年10月1日シュヴァーバッハ - プラインフェルト - グンツェンハウゼン区間が開業された。現在プラインフェルト - ニュルンベルク区間はルートヴィヒ南北鉄道の部分である。トロイヒトリンゲン - プラインフェルト区間はアルトミュール鉄道の関連で建設され、1869年10月2日開業された。最後の区間のドナウヴェルト - トロイヒトリンゲン間は1906年10月1日に通行可能となった。1898年10月1日ニュルンベルク・アイバッハ駅とニュルンベルク・ライヒェルスドルフ駅の間に立体交差線路が設置され、貨物列車がそこで平面交差によって操車場へ行くことが可能となった。

### ドイツ国営鉄道時代
この路線の電化工事は1933年始まり、1935年5月に完了した。トロイヒトリンゲンの北の旧グロェンハルト停車場近くに鉄道電気供給のために変電所が建てられた。

### ドイツ連邦鉄道時代
1973年ドイツ連邦交通計画でヴュルツブルク - ニュルンベルク - アウクスブルク区間の線路改修が企画された。
1979年6月にニュルンベルクSバーンの一段階建設にはニュルンベルク中央駅 - ロート区間も含まれた。1980年代にロート - フィシュバッハ区間の新線が計画されたことがあったが、隣接している村人地域共同体と市民団体がライヒス森（Reichswald）を貫通する新線の建設計画を反対した。同時にドイツ連邦鉄道は現在のニュルンベルク - インゴルシュタット区間の高速線を提案し、シュヴァーベン地域とアウクスブルク以外の地域コミュニティはこの提案を支持した。1991年6月Sバーン緩行線建設の調査が完了して、S3系統の計画は取り持たれた。

### ドイツ鉄道時代
1994年6月29日ニュルンベルク中央駅 - ロート区間のSバーン緩行線の工事は始まって、2001年6月9日Sバーン緩行線のニュルンベルク - ロート線が開通された。ザンドロイト駅、ライヒェルスドルフ・ケラー駅、カツヴァング駅、シュヴァーバッハ・リムバッハ駅、レドニッツヘムバッハ駅、ビュヒェンバッハ駅の乗降場はSバーン緩行線に移られた。アイバッハ駅、ライヒェルスドルフ駅、シュヴァーバッハ駅の場合Sバーンの乗降場は別々に設置され、既存の乗降場は使用中止となった。全てのSバーン乗降場は長さ145 m、高さ96 cmで設置された。

## 運行形態
遠距離輸送の場合、ICE及びIC列車はこの区間を走行する。
- ICE 28: ハンブルク・アルトナー - ハンブルク - ベルリン - ライプツィヒ - エアフルト - バンベルク - ニュルンベルク - アウクスブルク - ミュンヘン。

地域輸送の場合、主な路線は以下のようにある。ニュルンベルク - オッティング＝ヴェイルハイム区間はニュルンベルク広域運輸連合（Verkehrsverbund Grpßraum Nürnberg, VGN）の領域である。オッティング＝ヴェイルハイム - ドナウヴェルト区間の運賃システムはアウクスブルク運輸連合（Augsburger Verkehrsverbund, AVV）の管轄下にある。
- 快速列車（RE 7/RE 17）: リンダウ/オーバーストドルフ - ケンプテン - ブーフローエ - アウクスブルク - トロイヒトリンゲン - ニュルンバルク。1日2往復。
- 快速列車（RE 16）: ニュルンベルク - シュヴァーバッハ - ロート - ウンターヘケンホーフェン - ゲオルゲンスグミュント - ミュールシュテッテン - プラインフェルト - エリンゲン - ヴァイセンブルク - トロイヒトリンゲン - オッティング＝ヴェイルハイ - ドナウヴェルト - マイティンゲン - アウクスブルク。120分ごと。使用車両はほとんど445形二階建て電車。
- 快速列車（RE 60）: ニュルンベルク - シュヴァーバッハ - ロート - ウンターヘケンホーフェン - プラインフェルト - エリンゲン - トロイヒトリンゲン。平日通勤時間帯のみに運行。
- 快速列車（RE 80）: (ヴュルツブルク - アンスバッハ -) トロイヒトリンゲン - オッティング＝ヴェイルハイ - ドナウヴェルト - マイティンゲン - アウクスブルク - メリング - ミュンヘン。使用車両はミレオ或いはデジロHC。私設鉄道ゴーアヘッド (Go-Ahead) 運営。120分ごと。
- 普通列車（RB 16）: ニュルンベルク - シュヴァーバッハ - ロート - ウンターヘケンホーフェン - ゲオルゲンスグミュント - ミュールシュテッテン - プラインフェルト - エリンゲン - ヴァイセンブルク - トロイヒトリンゲン - アイヒシュテット - インゴルシュタット - プファッフェンホーフェン - ダッハウ - ミュンヘン。120分ごと。使用車両は445形二階建て電車。
- Sバーン（）: ロート - ビュヒェンバッハ - レドニッツヘムバッハ - シュヴァーバッハ - ライヒェルスドルフ - アイバッハ - シュタインビュール - ニュルンベルク - フォイヒト - アルトドルフ。20/40分間隔。使用車両はほとんど442形電車。20/40分ごと。